# グッバイ・ママ
『グッバイ・ママ』（Goodbye, Mama）は、1991年4月20日に公開された日本映画。
秋元康の映画初監督作品である。竹内まりやが数秒出演している。

## ストーリー
証券会社で働く独身女性のかな子は、妻子持ちの楠田との恋も順調だった。そんなある日、かな子のもとに、元恋人・大杉の遺児である小学生の健が現れる。かな子のマンションの部屋の権利証が彼の妻の名義になっており、また健には身寄りがなかった。
結局二人は同居することになったものの、家事を一通りこなし、生意気な態度をとることの多い健にかな子はいら立ちを隠せなかった。そのうえ、親友である美恵子の結婚がかな子の精神をより不安定にさせ、健が誕生日パーティに呼んだ友人を追い出してしまう。かな子は怒って家を飛び出した健を探し、両親の墓前にいたところを見つけて謝罪する。その翌日、かな子が風邪をひいてしまい、健は開業医の楠田に助けを求める。
かな子と健の心の距離が縮まった矢先、かな子のニューヨーク行きが決まる。かな子は健にそのことを隠し続け、出発当日も弁護士から健が遠縁の人物に引き取られることを知った後、健がいない間に空港へと向かう。
帰宅した健は弁護士からやっとかな子のニューヨーク行きを知り、健は楠田も巻き込み空港へ向かう。そして空港で健に呼び止められたかな子はニューヨーク行きをやめようとするが、健はかな子の名前で上書きした権利証を見せて「いつでも帰っておいで」と言い抱擁を交わした後、かな子は飛行機に乗る。

## キャスト
- 野崎かな子：松坂慶子
- 大杉健：山崎裕太
- 楠田真一郎：緒形拳
- 加藤美恵子：渡辺えり子
- 楠田芳江：室井滋
- 長谷部義治：柄本明
- 根岸政子：片桐はいり
- アシスタント：戸川京子

## スタッフ
- 企画：佐藤光夫
- 製作者：奥山和由
- プロデューサー：須藤秋美、大里俊博、天野真弓
- 監督：秋元康
- 脚本：寺田敏雄、秋元康
- 監督補：中田信一郎
- 撮影：鈴木達夫
- 美術：小川富美夫
- 音楽：大谷和夫
- 主題歌：竹内まりや「駅」
- 挿入歌：竹内まりや「OH NO, OH YES!」、「元気を出して」
- 製作協力：バズカンパニー
- 配給：松竹株式会社